# 大卫·道嘉德
大卫·道嘉德（丹麥語：David Daugard，1994年12月27日—），丹麥男子羽毛球運動員。

## 簡歷
大卫·道嘉德5歲就開始在俱樂部打羽毛球，至9歲開始參加羽毛球比賽。
2013年3月，大卫·道嘉德代表丹麥參加土耳其安卡拉舉行的歐洲青年羽毛球錦標賽，分別與马蒂亚斯·克里斯蒂安森和麦尔肯·弗勒尔戈德合作，贏得男子雙打亞軍和混合雙打冠軍。同年5月，他分别与马蒂亚斯·克里斯蒂安森/莱恩·丹穆凯尔·克鲁斯出战丹麥羽毛球國際賽，在男双準决赛以0比2（17-21、15-21）不敌队友的安德斯·斯考劳普·拉斯姆森/金·阿斯特鲁普·索伦森；而混双準决赛以0比2（17-21、12-21）不敌队友的金·阿斯特鲁普·索伦森/玛丽亚·赫斯波。
2014年，道嘉德與克里斯蒂安森的組合在不同的國際賽事取得成功，先後贏得克羅地亞國際賽、希臘國際賽、比利時國際賽和蘇格蘭大獎賽男子雙打冠軍，他們的世界排名亦在年內首次躋身頭50位（2014年12月11日）。
2015年3月，大卫·道嘉德与马蒂亚斯·克里斯蒂安森出战奧爾良羽毛球國際挑戰賽，在男双準决赛以0比2（11-21、19-21）不敌赛会头号种子、波兰的亚当·克瓦林纳/普热梅斯瓦夫·瓦查。同年4月，他与马蒂亚斯·克里斯蒂安森出战芬蘭羽毛球公開賽，在男双决赛以0比2（19-21、12-21）不敌英格兰的安德鲁·埃利斯/彼得·米尔斯，赢得亚军。同年9月，他与马蒂亚斯·克里斯蒂安森出战比利時羽毛球國際賽，在男双準决赛以0比2（13-21、17-21）不敌赛会2号种子、波兰的亚当·克瓦林纳/普热梅斯瓦夫·瓦查。同年12月，他与马蒂亚斯·克里斯蒂安森出战愛爾蘭羽毛球公開賽，在男双準决赛以1比2（21-18、19-21、16-21）不敌德国的拉斐尔·贝克/彼得·卡斯巴尔。同期12月，他与马蒂亚斯·克里斯蒂安森出战意大利羽毛球國際賽，在男双决赛以0比2（22-24、14-21）不敌队友的卡斯珀·安东森/尼克拉斯·诺尔，赢得亚军。
2016年1月，大卫·道嘉德与马蒂亚斯·克里斯蒂安森出战瑞典羽毛球大師賽，在男双决赛以2比1（21-19、21-23、21-19）力克赛会头号种子、队友的金·阿斯特鲁普/安德斯·斯考劳普·拉斯姆森，赢得冠军。同年3月，他与马蒂亚斯·克里斯蒂安森]]出战瑞士羽毛球黃金大獎賽，在男双準决赛以0比2（18-21、12-21）不敌队友的金·阿斯特鲁普/安德斯·斯考劳普·拉斯姆森。同年4月，他与马蒂亚斯·克里斯蒂安森出战芬蘭羽毛球公開賽，在男双决赛以2比1（21-23、21-12、21-12）力克赛会头号种子、波兰的亚当·克瓦林纳/普热梅斯瓦夫·瓦查，赢得冠军。同年6月，他与马蒂亚斯·克里斯蒂安森出战西班牙羽毛球國際賽，在男双决赛以0比2（10-21、6-21）不敌赛会2号种子、日本的保木卓朗/小林優吾，赢得亚军。同年10月，他与馬蒂亞斯·克里斯蒂安森出战荷蘭羽毛球大獎賽。在男双决赛以0比2（17-21、17-21）不敌赛会2号种子、中華台北的李哲輝/李洋，赢得亚军。同年11月，他与馬蒂亞斯·克里斯蒂安森出战蘇格蘭羽毛球大獎賽，在男双决赛以2比1（15-21、21-19、21-15）力克跨国组合（苏格兰：亚当·霍尔/英格兰：彼得·米尔斯），赢得冠军。
2017年4月，大卫·道嘉德与马蒂亚斯·克里斯蒂安森参加丹麥科靈举办的歐洲羽毛球錦標賽，在男双準决赛以0比2（10-21、15-21）不敌赛会头号种子、队友的玛蒂亚斯·鲍伊/卡斯腾·摩根森，赢得季军。同年10月，他与马蒂亚斯·克里斯蒂安森出战碧特博格羽毛球黃金大獎賽，在男双準决赛以1比2（21-15、16-21、20-22）不敌赛会4号种子、印尼的法贾·阿尔弗兰/穆罕默德·里安·阿利安托。

## 主要比賽成績
只列出曾進入準決賽的國際賽事成績：
| 年份   | 賽事                       | 公開賽級別 | 項目     | 拍檔                  | 成績   |
| ------ | -------------------------- | ---------- | -------- | --------------------- | ------ |
| 2013年 | 歐洲青年羽毛球錦標賽       | 其他       | 混合團體 | －                    | 冠軍   |
| 2013年 | 歐洲青年羽毛球錦標賽       | 其他       | 男子雙打 | 马蒂亚斯·克里斯蒂安森 | 亞軍   |
| 2013年 | 歐洲青年羽毛球錦標賽       | 其他       | 混合雙打 | 麦尔肯·弗勒尔戈德     | 冠軍   |
| 2013年 | 丹麥羽毛球國際賽           | 國際挑戰賽 | 男子雙打 | 马蒂亚斯·克里斯蒂安森 | 準決賽 |
| 2013年 | 丹麥羽毛球國際賽           | 國際挑戰賽 | 混合雙打 | 莱恩·丹穆凯尔·克鲁斯  | 準決賽 |
| 2014年 | 芬蘭羽毛球公開賽           | 國際挑戰賽 | 男子雙打 | 马蒂亚斯·克里斯蒂安森 | 準決賽 |
| 2014年 | 克羅地亞羽毛球國際賽       | 國際系列賽 | 男子雙打 | 马蒂亚斯·克里斯蒂安森 | 冠軍   |
| 2014年 | 希臘羽毛球國際賽           | 國際系列賽 | 男子雙打 | 马蒂亚斯·克里斯蒂安森 | 冠軍   |
| 2014年 | 比利時羽毛球國際賽         | 國際挑戰賽 | 男子雙打 | 马蒂亚斯·克里斯蒂安森 | 冠軍   |
| 2014年 | 蘇格蘭羽毛球大獎賽         | 大獎賽     | 男子雙打 | 马蒂亚斯·克里斯蒂安森 | 冠軍   |
| 2015年 | 奧爾良羽毛球國際挑戰賽     | 國際挑戰賽 | 男子雙打 | 马蒂亚斯·克里斯蒂安森 | 準決賽 |
| 2015年 | 芬蘭羽毛球公開賽           | 國際挑戰賽 | 男子雙打 | 马蒂亚斯·克里斯蒂安森 | 亞軍   |
| 2015年 | 比利時羽毛球國際賽         | 國際挑戰賽 | 男子雙打 | 马蒂亚斯·克里斯蒂安森 | 準決賽 |
| 2015年 | 愛爾蘭羽毛球公開賽         | 國際挑戰賽 | 男子雙打 | 马蒂亚斯·克里斯蒂安森 | 準決賽 |
| 2015年 | 意大利羽毛球國際賽         | 國際挑戰賽 | 男子雙打 | 马蒂亚斯·克里斯蒂安森 | 亞軍   |
| 2016年 | 瑞典羽毛球大師賽           | 國際挑戰賽 | 男子雙打 | 马蒂亚斯·克里斯蒂安森 | 冠軍   |
| 2016年 | 瑞士羽毛球黃金大獎賽       | 黃金大獎賽 | 男子雙打 | 马蒂亚斯·克里斯蒂安森 | 準決賽 |
| 2016年 | 芬蘭羽毛球公開賽           | 國際挑戰賽 | 男子雙打 | 马蒂亚斯·克里斯蒂安森 | 冠軍   |
| 2016年 | 西班牙羽毛球國際賽         | 國際挑戰賽 | 男子雙打 | 马蒂亚斯·克里斯蒂安森 | 亞軍   |
| 2016年 | 荷蘭羽毛球大獎賽           | 大獎賽     | 男子雙打 | 馬蒂亞斯·克里斯蒂安森 | 亞軍   |
| 2016年 | 蘇格蘭羽毛球大獎賽         | 大獎賽     | 男子雙打 | 馬蒂亞斯·克里斯蒂安森 | 冠軍   |
| 2017年 | 歐洲羽毛球錦標賽           | 其他       | 男子雙打 | 马蒂亚斯·克里斯蒂安森 | 季軍   |
| 2017年 | 碧特博格羽毛球黃金大獎賽   | 黃金大獎賽 | 男子雙打 | 马蒂亚斯·克里斯蒂安森 | 準決賽 |
| 2018年 | 歐洲羽毛球男女子團體錦標賽 | 其他       | 男子團體 | －                    | 冠軍   |
| 2018年 | 比利時羽毛球國際賽         | 國際挑戰賽 | 男子雙打 | 弗雷德里克·瑟高       | 亞軍   |
| 2018年 | 匈牙利羽毛球國際賽         | 國際挑戰賽 | 男子雙打 | 弗雷德里克·瑟高       | 冠軍   |
| 2018年 | 蘇格蘭羽毛球公開賽         | 超級100賽  | 男子雙打 | 弗雷德里克·瑟高       | 亞軍   |
| 2019年 | 歐洲羽毛球混合團體錦標賽   | 其他       | 混合團體 | －                    | 冠軍   |
| 2019年 | 匈牙利羽毛球國際賽         | 國際挑戰賽 | 男子雙打 | 马蒂亚斯·克里斯蒂安森 | 準決賽 |

| 2007-2017年 | 首要超級賽 | 超級賽 | 黃金大獎賽 | 大獎賽 | 國際挑戰賽 | 國際系列賽 | 未來系列賽 | 其他 |

| 2018-2026年 | 總決賽 | 超級1000賽 | 超級750賽 | 超級500賽 | 超級300賽 | 超級100賽 | 國際挑戰賽 | 國際系列賽 | 未來系列賽 | 其他 |

### 奧運會和世錦賽參賽紀錄
|          | 搭檔         | 2017 |
| -------- | ------------ | ---- |
| 男子雙打 | 克里斯蒂安森 | 16強 |